# Aubrey Modiba
Aubrey Maphosa Posman Modiba (ur. 22 lipca 1995 w Polokwane) – południowoafrykański piłkarz grający na pozycji skrzydłowego w klubie Mamelodi Sundowns oraz reprezentacji Południowej Afryki. Brązowy medalista Pucharu Narodów Afryki 2023.
W swojej karierze grał także w Mpumalanga Black Aces, Cape Town City oraz Supersport United. Z Memelodi zdobył 3 razy Premier Soccer League. Znalazł się w kadrze RPA na Letnie Igrzyska Olimpijskie 2016.